# ゴッシペチン
ゴッシペチン（gossypetin）は、フラボノイドの一種であるフラボノールの一つである。アオイ科フヨウ属のローゼル (Hibiscus sabdariffa) の花および萼から単離され、強力な抗菌活性を示す。

## 代謝
8-ヒドロキシクェルセチン 8-O-メチルトランスフェラーゼは、S-アデノシルメチオニンとゴッシペチンを基質とし、S-アデノシルホモシステインと3,5,7,3',4'-ペンタヒドロキシ-8-メトキシフラボンを生成する。